# Ototó
Ototó ist ein Ort im Distrikt Mé-Zóchi auf der Insel São Tomé im Inselstaat São Tomé und Príncipe. 2012 wurden 585 Einwohner gezählt.

## Geographie
Der Ort liegt auf einer Höhe von ca. 380 m einen Kilometer südöstlich von Santa Margarida und 1,2 km südlich von Madalena.